# Europese kampioenschappen kyokushin karate 2010 (IKO)
De Europese kampioenschappen kyokushin karate 2009 waren door de International Karate Organization (IKO) georganiseerde kampioenschappen voor kyokushinkai karateka's. De 23e editie van de Europese kampioenschappen vond plaats in het Roemeense Boekarest op 22 mei 2010.

## Geschiedenis
De Tameshiwari-award werd bij de heren toegekend aan de Bulgaar Zahari Damyanov en bij de dames aan de Russische Alexandra Kerzhentseva. De prijs voor de beste techniek was bij de heren voor de Rus Giga Shamatava en bij de vrouwen voor de Rusin Anastasia Khripunova. Prijs voor de beste "spirit" ten slotte ging naar de Roemeen Mirel Iacob en de Poolse Agnieszka Sypien.

## Resultaten
| Gewichtsklasse | Goud                 | Zilver               | Brons                                |
| Heren          | Heren                | Heren                | Heren                                |
| -------------- | -------------------- | -------------------- | ------------------------------------ |
| -70kg          | Stanislav Romanchev  | Viktor Teixeira      | Alexei Burlutskiy Antonio Grigorescu |
| -80kg          | Giga Shamatava       | Vusal Ismailov       | Pawel Bizshak Michal Krzak           |
| -90kg          | Tariel Nikoleishvili | Mirel Iacob          | Aleksandr Eremenko Nurmamed Mamedov  |
| +90kg          | Zahari Damyanov      | Sergey Uvitsky       | Charly Quinol Daniel Milisevich      |
| Dames          |                      |                      |                                      |
| -55kg          | Elena Vorobyeva      | Ewa Pawlikowska      | Auriel Apavou Agata Zjawinska        |
| -65kg          | Anastasia Khripunova | Marianna Verbitskaya | Diana Cantero Galina Kafarova        |
| +65kg          | Agnieszka Sypien     | Anna Kaczynska       | Natalia Dyka Alexandra Kerzhentseva  |